# Luftskibet Hansa's Ankomst til København
Luftskibet Hansa's Ankomst til København er en dansk film fra 1912 produceret af Filmfabrikken Skandinavien (Biorama) med 
dokumentariske optagelser af den tyske zeppeliner LZ 13 Hansa. 
Hansa var den 19. september 1912 på sin første kommercielle passagerflyvning uden for Tyskland, hvor den fløj fra Hamborg til København, hvor luftskibet landede, inden den fløj videre til Malmø, og derfra tilbage til Hamborg samme dag.
Begivenheden er også dokumenteret i filmen Hansa fra samme år. 

## Handling
Luftskibet Hansa besøger København den 19. september 1912.